# Sieben Schmerzen Mariens (Kochendorf)

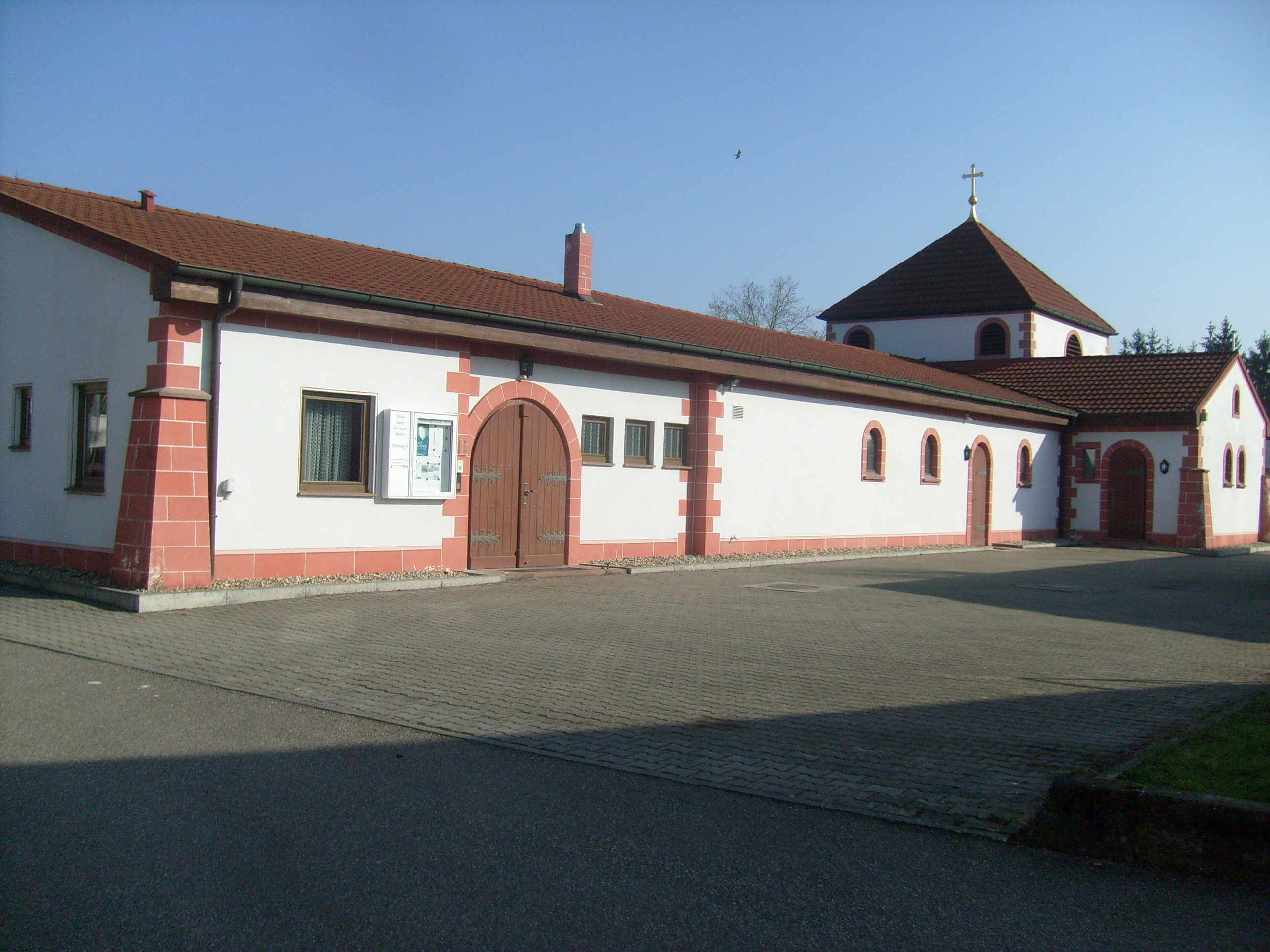
Kirche „Sieben Schmerzen Mariens“ in Bad Friedrichshall

Die Kirche „Sieben Schmerzen Mariens“ in Bad Friedrichshall ist ein Kirchenneubau der Priesterbruderschaft St. Pius X. von 1998 mit reicher historisierender Ausstattung.

## Geschichte
Nachdem die Piusbruderschaft ihre Gottesdienste zuvor in Heilbronn gefeiert hatte, erstellte sie sich mit viel Eigenleistung in zweieinhalbjähriger Bauzeit im Ulmenweg in Kochendorf ein eigenes Gotteshaus in der Formensprache der Neoromanik, die nicht nur in der Architektur, sondern vor allem auch in der Inneneinrichtung und Ausmalung zum Ausdruck kommt. Die Kirche wurde im Februar 1998 unter Anwesenheit von Weihbischof Bernard Tissier de Mallerais eingeweiht.
Die Kirche ist geostet und hat zur Kocherwaldstraße hin eine halbkreisförmige Apsis. Die Kirche ist rein historisierend ausgestaltet, mit Hauptaltar in der Apsis, zwei Seitenaltären, reichen Wand- und Deckenmalereien und neoromanischer Kanzel.
Der Gottesdienst in der Kirche wird, wie üblich für die Piusbruderschaft, in lateinischer Sprache gehalten. Da es die einzige Kirche der Piusbruderschaft im weiteren Umkreis ist, findet die Kirche auch überregionalen Zulauf.